# Ofir Mizrachi
Ofir Mizrachi (in ebraico אופיר מזרחי‎?; Kiryat Motzkin, 4 dicembre 1993) è un calciatore israeliano, attaccante dell'Hapoel Ra'anana.

## Carriera

### Club
Ha sempre giocato nel campionato israeliano tranne che per una esperienza in Svizzera con il Lugano nella stagione 2016-2017.

### Nazionale
Ha debuttato con la maglia della Nazionale Under-21 durante le qualificazioni al campionato europeo di categoria del 2015.